# Tonne
De tonne is een hoogtemaat die in de zestiende eeuw werd gebruikt bij bijvoorbeeld het herstel van dijken. De exacte hoogte werd nergens duidelijk aangegeven, ook niet in de Middelnederlandse woordenboeken. 

## Historisch gebruik
In een manuscript uit 1567, geschreven door secretaris Jehan Purtyck in opdracht van commissaris Jacob van Quesnoy, beiden verbonden aan het Hof van Holland, stond vermeld dat de inlaagdijken (naar binnen verlegde dijkvakken) en ingeslagen dijken (dijkvakken gelegd in een gat) in Zeevang, Waterland en de bannen (rechtsgebieden) van Muiden en Naarden voor gezamenlijke rekening van de ingelanden (grondeigenaars) werden opgetrokken. Dit gebeurde tot een "tonne boven watere" of een "tonne boven 't dagelicx water". Voor Drechterland was dit tot "styff alsoe hoech als een dagelicxe vloet" (ruim zo hoog als een dagelijkse vloed).
Het Dijks- en Molenbestuur in Hollands Noorderkwartier van Mr. G. de Vries vermeldde  dat dit tot een ton boven de "gemeene vloed" gebeurde. De overeenkomsten tussen deze bepalingen zijn treffend.

## Reconstructie van de vermoedelijke maat
In het eerstgenoemde manuscript stond een aanwijzing: er werd vermeld dat de Kwadijkerkoog ruim een halve tonne hoger lag dan het binnenland. Elders stond in het handschrift geschreven dat hij één voet, hier circa 0,28 meter, hoger was, waaruit volgt dat een tonne ongeveer een halve meter is.